# Єжево-Весель
Єжево-Весель (пол. Jeżewo-Wesel) — село в Польщі, у гміні Рацьонж Плонського повіту Мазовецького воєводства.
Населення — 213 осіб (2011).
У 1975-1998 роках село належало до Цехановського воєводства.

## Демографія
Демографічна структура станом на 31 березня 2011 року:
|          | Загалом | Допрацездатний вік | Працездатний вік | Постпрацездатний вік |
| -------- | ------- | ------------------ | ---------------- | -------------------- |
| Чоловіки | 106     | 24                 | 74               | 8                    |
| Жінки    | 107     | 24                 | 57               | 26                   |
| Разом    | 213     | 48                 | 131              | 34                   |